# Horní Kouty
Horní Kouty (německy Ober Kaut) jsou malá vesnice, část města Mladá Vožice v okrese Tábor v Jihočeském kraji. Nachází se asi 3,5 kilometru jihovýchodně od Mladé Vožice. Osadou protéká Koutecký potok, který je pravostranným přítokem řeky Blanice. Horní Kouty leží v katastrálním území Janov u Mladé Vožice o výměře 6,02 km².

## Historie
První písemná zmínka o vesnici pochází z roku 1318.

## Obyvatelstvo
| Rok            | 1869 | 1880 | 1890 | 1900 | 1910 | 1921 | 1930 | 1950 | 1961 | 1970 | 1980 | 1991 | 2001 | 2011 | 2021 |
| -------------- | ---- | ---- | ---- | ---- | ---- | ---- | ---- | ---- | ---- | ---- | ---- | ---- | ---- | ---- | ---- |
| Počet obyvatel | 64   | 58   | 46   | 42   | 51   | 44   | 46   | 29   | 29   | 19   | 20   | 13   | 9    | 7    | 13   |
| Počet domů     | 9    | 9    | 9    | 10   | 9    | 9    | 9    | 8    | 5    | 5    | 6    | 6    | 6    | 7    | 8    |

## Obecní správa
Při sčítání lidu v letech 1850–1975 Horní Kouty byly osadou obce Janov, se kterým patřily nejprve do okresu Tábor, ale v roce 1950 v okrese Votice a od roku 1960 opět v okrese Tábor. Od 1. července 1975 jsou částí města Mladá Vožice v okrese Tábor.

## Galerie

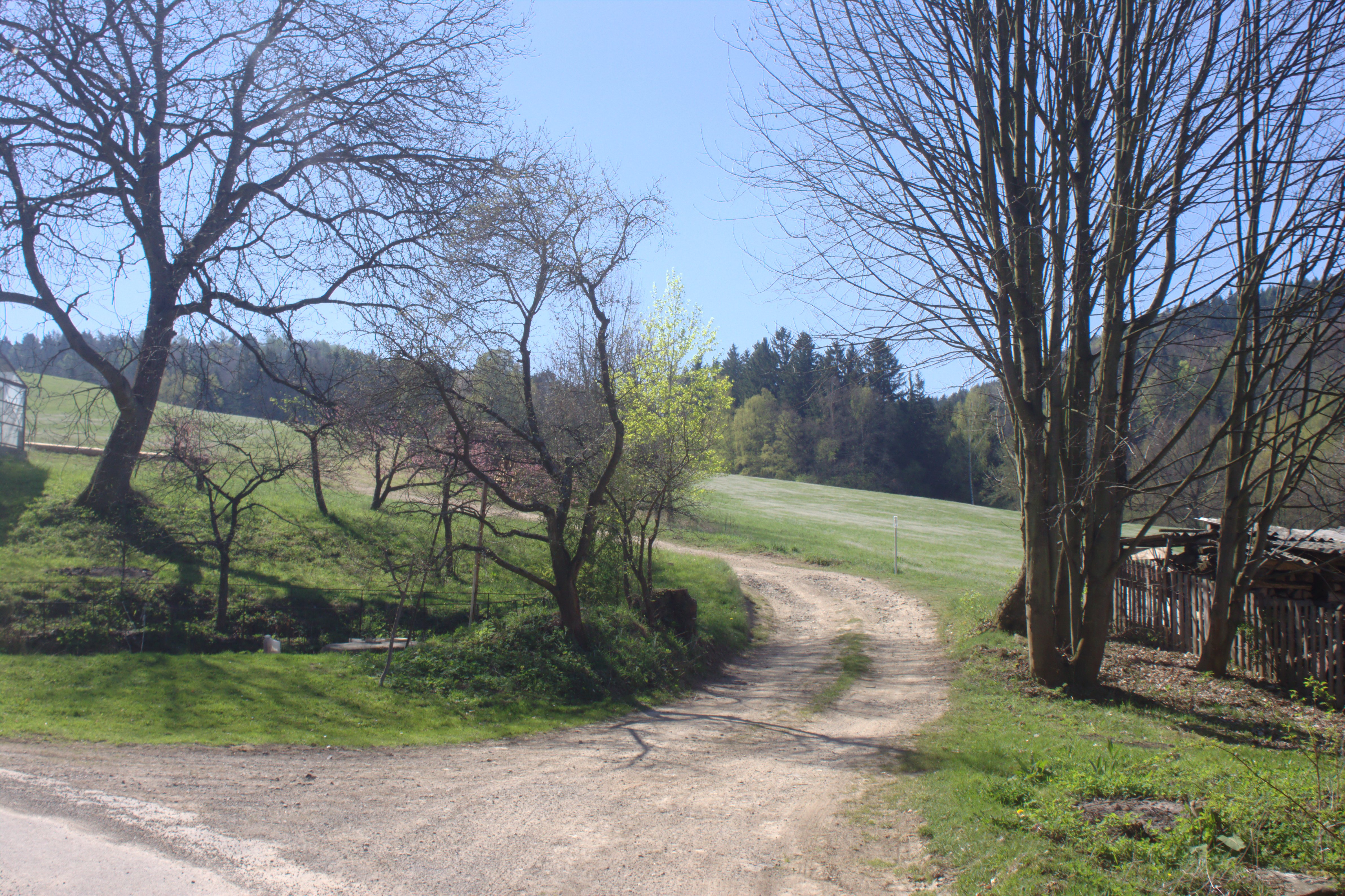
Cesta
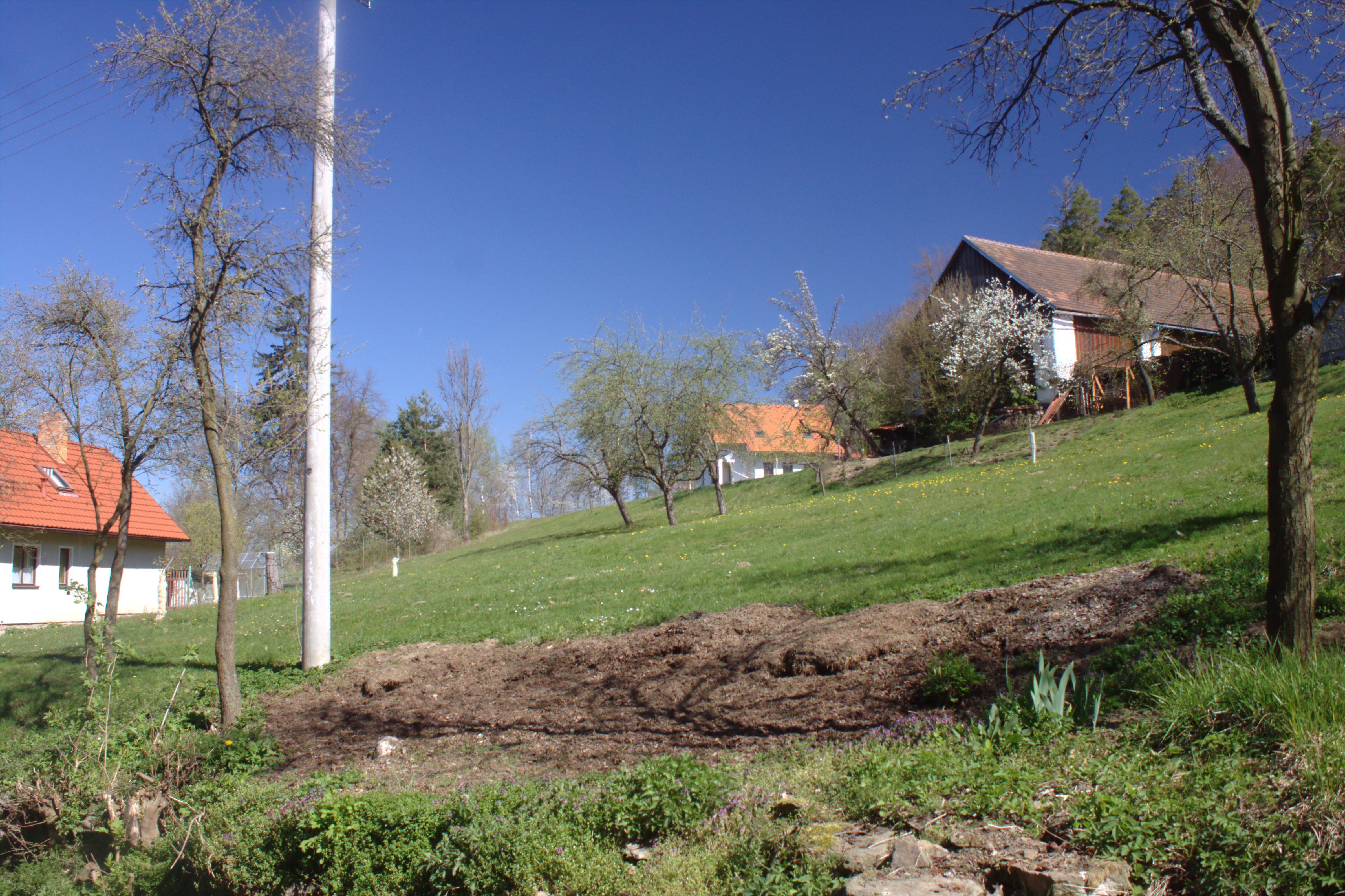
Domy ve svahu
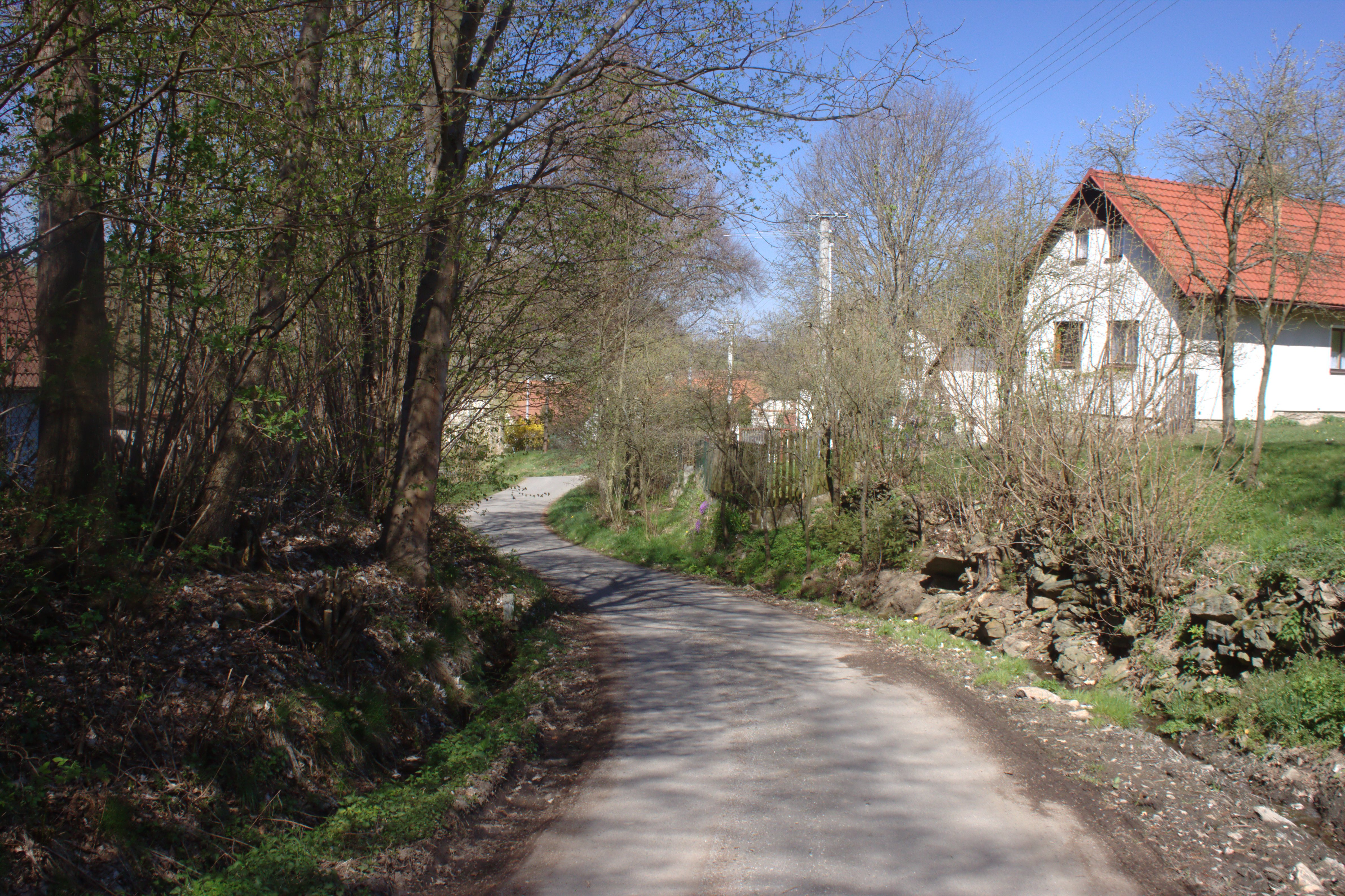
Cesta